# オカイル議定書
オカイル議定書（オカイルぎていしょ、英語: Uqair Protocol、アラビア語: معاهدة العقير）は、1922年12月2日に、ウカイル（オカイル）で、イラクとナジュド王国（後のサウジアラビア）、また、クウェートとナジュド王国の国境線を定めた協定。

## 概要
この協定の仲介役を務めたのは、イギリスのイラク派遣高等弁務官であったパーシー・コックスで、アブドゥルアズィーズ・イブン・サウードが治めるナジュド王国からベドウィンの襲撃が行なわれていた状況を踏まえてのことであった。
ナジュド王国のベドウィンは、1920年からクウェートへの侵攻を始めており、一時はクウェート市の南方40kmの地点まで支配地域を広げたが、当時クウェートを保護国としていたイギリスが戦車や飛行機などを動員して介入し、ナジュド勢は撤退した。
コックスは、イブン・サウードの招きに応じてバグダッドからウカイルへやって来て、クウェート派遣政務官であったジョン・モア (John More) 少佐と、一堂に会した。このとき決定された国境は、ナジュドとイラクの間の中立地帯と、クウェートとナジュドの間の中立地帯の設定を含んでおり、中立地帯には遊牧民の自由な出入りが認められた。この協定の結果、クウェートはそれまでの支配地域を大きく失ったが、イギリスはこれを埋め合わせるかのように、翌1923年のイラクとクウェートの国境画定の際に、クウェートに有利な線引きを行なった。
この協定の締結に至る会議が行なわれている期間に、フランク・ホームズ がオカイルへやって来て、イブン・サウードと直接交渉し、油田の探査権を確保しようと試みたが、イブン・サウードはこのときには確約を与えなかった。